# 後龍交流道 (國道3號)
後龍交流道為臺灣國道三號的交流道，位於臺灣苗栗縣後龍鎮，指標為130k。
|  | 130 後龍 |  | 苗栗 後龍 |

## 外部連結
- 國道三號後龍交流道示意圖 （页面存档备份，存于）（交通部高速公路局）